# Zivilstaat
Zivilstaat ist der wie der Militärstaat uniformierte Teil des Hofstaates von Fürstentümern. Auch der Zivilstaat trägt Uniformen, sogenannte Ziviluniformen, und ist in das zentralistische System von Befehl und Gehorsam eingebunden. Eine kurze Beschreibung gibt Ernst Haeckel 1853.
Die Erforschung der Ziviluniformen war Gegenstand eines Sonderforschungsbereiches der Universität Münster: Zur symbolischen Konstituierung von politisch-sozialem Rang in der frühen Neuzeit. 